# Enzo Avitabile
Enzo Avitabile (né à Naples le 1er mars 1955) est un saxophoniste italien et auteur-compositeur interprète. Son style est une fusion de Musiques du monde et de jazz, issue des traditions napolitaines et de sa langue. 

## Biographie
Né à Naples, Enzo  Avitabile commence à jouer du saxophone en autodidacte à l'âge de dix ans. Il se diplômé en flûte au Conservatoire de Naples et commence sa carrière par des tournées et faisant ses débuts discographiques en 1982 avec Avitabile, un album en collaboration avec Richie Havens. 
Il fait des tournées avec son groupe sous le nom de « Enzo Avitabile & Bottari  ».  Bottari est le nom d'un rythme musical traditionnel du sud de l'Italie impliquant des éléments de percussion comme des tonneaux à vin, des tambours en bois. Enzo Avitabile garde à l'esprit la « culture Bottari  » tout en expérimentant sa fusion avec le jazz (saxophone, trompettes, etc.). 
Dans le passé, il a collaboré avec Pino Daniele, Edoardo Bennato, James Brown, Afrika Bambaataa et Tina Turner.Avec sa formation il est nommé pour le « Prix du public » aux BBC Awards 2005  pour la catégorie Musique du monde. 
En 2012, il fait l'objet du docu-film de Jonathan Demme, Enzo Avitabile Music Life . 

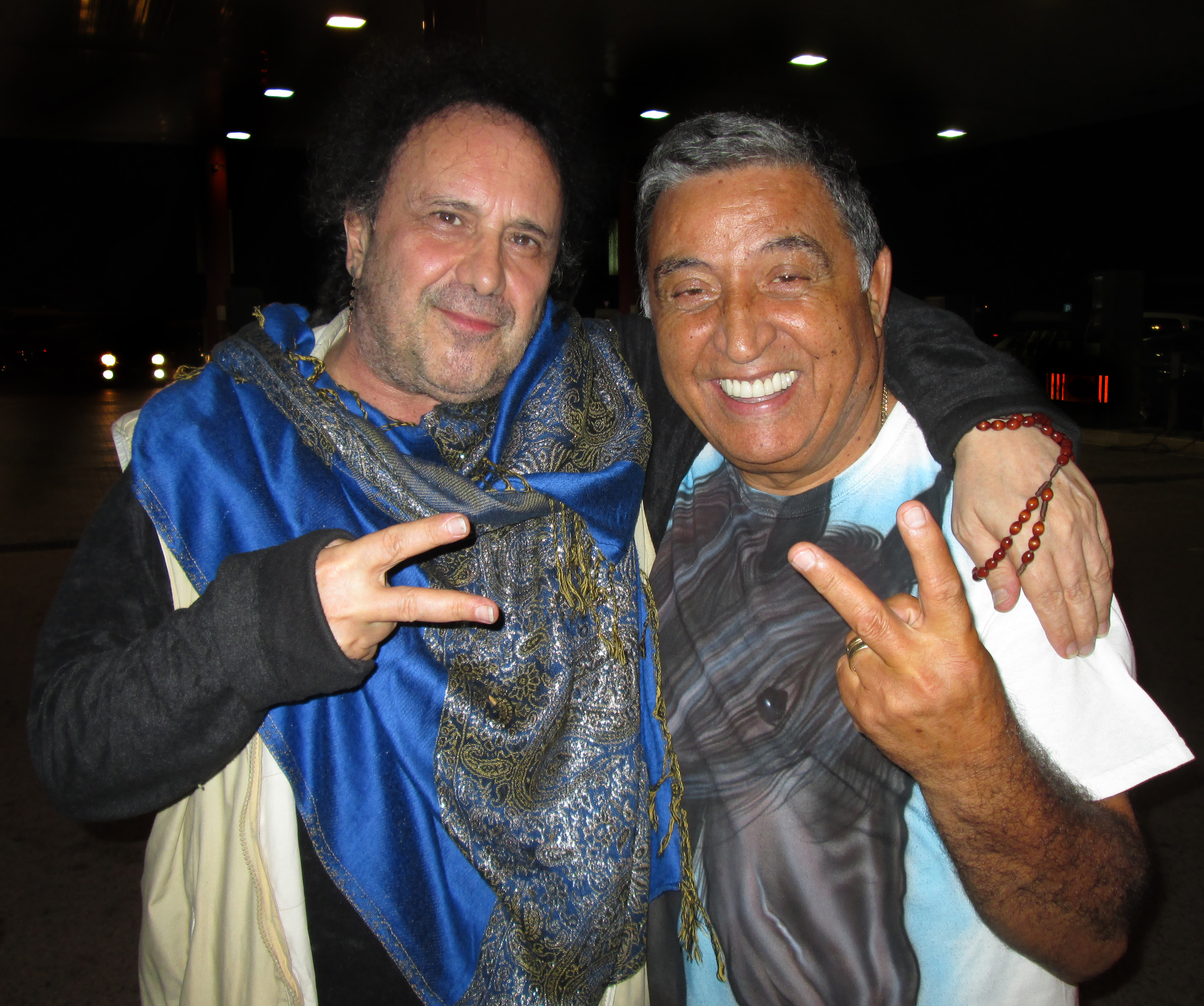
Enzo Avitabile et Mario Trevi (2015)

La même année, il enregistre Black tarantella, un disque comprenant des duos et des collaborations avec des musiciens internationaux, notamment David Crosby, Bob Geldof et Franco Battiato.
En 2017, il remporte le David de Donatello pour la meilleure musique pour Indivisibili de Edoardo De Angelis.

## Discographie
- 1982 : Avitabile
- 1983 : Meglio Soul
- 1984 : Correre in fretta
- 1986 : SOS Brothers
- 1988 : Punta il naso a Nord
- 1988 : Alta tensione
- 1988 : Street Happiness
- 1990 : Stella dissidente
- 1991 : Enzo Avitabile
- 1994 : Facile
- 1996 : Aizetè
- 1996 : Addò
- 1999 : O-Issa
- 2004 : Salvamm'o munno
- 2006 : Sacro Sud (2006)
- 2007 : Festa, Farina e Forca
- 2009 : Napoletana
- 2012 : Black Tarantella (it)
- 2016 : Lotto Infinito
- 2017 : La Malaeducazione
- 2018 : Pelle differente (Sony Music)